# Xylopia vallotii
Xylopia vallotii este o specie de plante angiosperme din genul Xylopia, familia Annonaceae, descrisă de Arthur Wallis Exell, John Hutchinson și Dalziell. Conform Catalogue of Life specia Xylopia vallotii nu are subspecii cunoscute.